# 相伴数列定理
在数学中，相伴数列定理涉及实数列，它指出相伴数列收敛于同一极限。

## 定义
如果两个实数列 ({\textstyle a_{n}}) 和 ({\textstyle b_{n}}) 一个单调递增无上界，一个单调递减无下界，且二者的差值趋近于0，那么称这两个实数列是相伴数列。
先假设数列 ({\textstyle a_{n}}) 是单调递增的，数列 ({\textstyle b_{n}}) 是单调递减的。
注意到
有：{\textstyle \forall p,q\in \mathbb {Z} ,a_{p}<b_{q}}；特别的，{\textstyle \forall n\in \mathbb {Z} ,a_{n}<b_{n}}

## 叙述
相伴数列定理 — 假设 {\displaystyle a_{n}} 和 {\displaystyle b_{n}} 是一对相伴数列，那么它们收敛于同一极限 ℓ ∈ ℝ。
此外，令 {\displaystyle a_{n}} 单调递增，{\displaystyle b_{n}} 单调递减，那么 {\displaystyle \forall n\in \mathbb {N} }, {\displaystyle a_{n}<\ell <b_{n}}
这个定理可以以如下方式证明：在实数域中，单增有上界的数列必然收敛，这是由最小上界性（非空有上界的实数集必有上确界）给出的。因此，如果在有理数集中寻找有理极限，这个定理不成立。
甚至可以证明，这一性质与上确界性等价（见条目实数的构造）。与单增有上界的数列的性质相比，其优势不仅仅在于证明了数列的收敛性，更在于提供了一个想要的框架。

## 证明
由{\displaystyle a_{n}}单调递增，{\displaystyle b_{n}}单调递减，则可以得到{\displaystyle a_{n}-b_{n}}单调递增
二者的差值趋近于0，于是有{\displaystyle \lim _{n\rightarrow +\infty }(a_{n}-b_{n})=0}, 所以{\displaystyle a_{n}-b_{n}\leq 0}
又因为{\displaystyle a_{n}}单调递增，{\displaystyle b_{n}}单调递减，{\displaystyle a_{0}\leq a_{n}\leq b_{n}\leq b_{0}}
由单调收敛定理，可以知道{\displaystyle a_{n}}和{\displaystyle b_{n}}极限必然存在
由极限的四则运算{\displaystyle lim_{n\rightarrow +\infty }a_{n}=lim_{n\rightarrow +\infty }(a_{n}-b_{n})+lim_{n\rightarrow +\infty }b_{n}=lim_{n\rightarrow +\infty }b_{n}}

## 应用
在所有使用二分法的问题中，在实数的十进制展开中，在连分数的书写中以及求积问题（圆的求积、抛物线的求积）问题中，都可以找到相伴数列定理的存在。
两个数列 ({\textstyle a_{n}}) 和 ({\textstyle b_{n}}) 是相伴数列，当且仅当由 {\displaystyle u_{2k}=b_{k}-a_{k}} 和 {\displaystyle u_{2k+1}=b_{k+1}-a_{k}} 定义的数列 ({\textstyle u_{n}}) 符号恒定、绝对值严格单调递减且趋近于零；换言之，当通项为 {\textstyle (-1)^{n}u_{n}} 的数列满足交错级数的收敛原则时，两个数列 ({\textstyle a_{n}}) 和 ({\textstyle b_{n}}) 是相伴数列。因此，莱布尼茨关于这种特殊的交错级数的审敛法等价于相伴数列定理。